# 石岡亨
石岡 亨（いしおか とおる、1957年〈昭和32年〉6月29日 - ）は、北朝鮮による拉致被害者、政府認定の拉致被害者。

## 人物・略歴

### 欧州旅行
石岡亨は、1957年（昭和32年）6月29日、石岡家の次男として北海道函館市に生まれ、その後、一家は札幌市豊平区に転居した。線の細い兄を手紙で励ますなど、優しい子どもであった。大学は、日本大学農獣医学部食品経済学科に進んだ。1980年（昭和55年）3月、彼は大学を卒業すると東京のアルバイト先で知り合った同じ年齢の友人とヨーロッパ旅行に出かけた。石岡は大学を卒業してすぐ就職するという、型にはまった生き方はしたくないと友人に語り、ヨーロッパに渡りパンとチーズづくりの技術を得たいという希望を持っていた。そうした石岡の考え方に共感した友人とともに大学卒業と同時に二人旅をすることになって、訪問地は石岡が決め、コースは2人で話し合って計画を立てた。
上野駅から特別急行列車で新潟駅まで移動し、新潟空港からアエロフロート機で旧ソビエト連邦のハバロフスクに飛んだのが3月28日であった。ここには1泊しただけで市内観光を手短にすませ、夕方発のシベリア鉄道に乗車し、1週間後、モスクワに着いた。1泊したのち、フランスのリヨンへ向かい、そこで3泊した。南仏マルセイユを経由してスペインのバルセロナに到着したのが、4月13日であった。バルセロナでは2泊し、珍しい白いゴリラがいるということで動物園へ行き、そこで偶然日本人女性2人と出会って、友人は3人（石岡と女性2人）を一緒に収めた写真を撮った。その後、女性たちとは別れ、友人と石岡は1か月後、リヨンのホテルで再会する約束をして同地で別れた。しかし、1か月後、石岡は約束のホテルには現れなかった。待ちくたびれた友人は1人で日本に帰った。
石岡と一緒に写真に写った2人の女性はいずれも、よど号ハイジャック事件実行犯の妻であった。一人は「よど号グループ」の指導者田宮高麿の妻森順子、もう一人は若林盛亮の妻若林佐喜子であった。高沢皓司は、よど号グループの男やその妻たちからの取材で、この2人がスペインを舞台に日本人拉致作戦を開始したのは1980年4月頃だったとしている。1979年暮頃から2人は初めて外国旅行に出かけ、ヨーロッパを中心に情報を集めながら下見をした結果、スペインを旅行の最終地点に選ぶ旅行客が多く、物価も安くて長期滞在に向いていると判断したのだろうという。一方、バルセロナからマドリードに向かった石岡は、宿舎先として選んだ"ホスタル・サンペドロ"で、スペイン語を学ぶためマドリードに訪れたばかりの留学生、松木薫と偶然出会っていた。

### 拉致
森順子と若林佐喜子は、4月20日、マドリードの"ホテル・アマディオ"にチェックインし、23日にはチェックアウトしている。宿帳には次の行先として「グラナダ」と書いてあるが、5月初めにはマドリード市内にアパートを借りていた。1997年4月20日、報道番組「サンデープロジェクト」で拉致事件特集を放送した後、この番組のプロデューサーだった朝日放送の石高健次宛てに1980年当時マドリードを旅した視聴者から手紙が届いた。そこには、1980年5月前半、石岡、松木、森、若林、視聴者（手紙の主）とその友人の6人が毎日のように会っていて、旅行者4人は森と若林のアパートで2人の作る手料理を食べ、カードゲームなどをして過ごし、夜はそれぞれの宿舎に帰るような生活を送っていたことが記されていた。手紙の主は、森と若林がよど号の妻だということには番組を視るまで気づかなかったという。そして、日本に帰ったら毎年会おうと6人で住所を交換した。5月中旬、手紙の主は森頼子からオーストリアのウィーンへの旅行に誘われたが、彼らはユーレイルパスを持っていて飛行機代がもったいないからと言って断ったという。
高沢皓司は、石岡と松木はウィーンに誘い出されたのち、モスクワ経由で平壌に連れて行かれたとしている。石岡はヨーロッパ旅行中、数枚の絵葉書を札幌の実家に送っていたが、6月3日付の「これからスペインへ向かう」というウィーン発の手紙を最後に連絡が途絶えた。石岡、松木、いずれも偽計による拉致であることは確実であるが、どこから強制性がはたらいたかは不明である。しかし、石岡も松木も学生運動の経験もなく、社会主義思想に傾倒したこともなければ、北朝鮮という国に対し、特に興味や憧れのような気持ちを持っていたわけではなかった。なお、石岡が所持していた日本旅券は北朝鮮の工作機関によって偽造パスポートの原本として利用された。石岡のものと発効日が同じで番号の異なる偽造旅券が北朝鮮工作員、「よど号グループ」の柴田泰弘、日本赤軍の戸平和夫らによって使用されていたことが確認されている。また、西ドイツから北朝鮮に渡った韓国人経済学者呉吉男（「良心の囚人」申淑子の夫）は、平壌で石岡らしき人物を目撃したと証言している。

### 北朝鮮での目撃情報
曽我ひとみの夫で2004年に日本に到着したチャールズ・ジェンキンスは、夫婦となった石岡亨・有本恵子を平壌市内で目撃したことを、手記に記している。それによれば、目撃したのは1986年のある日で、場所は外貨専門の楽園百貨店であった。ジェンキンスは夫人である曽我ひとみと、脱走アメリカ兵のジェリー・ウェイン・パリッシュ、その妻でレバノン人のシハーム・シュライテフの4人で買い物に来ていた。シハームと有本恵子は以前からの知り合いのようにみえた。パリッシュと石岡は簡単に言葉をかわしていたが、ジェンキンスは北朝鮮に来て以来、こんなにきれいな英語を話す外国人には会ったことがなかったとふりかえっている。石岡夫婦はテープレコーダーを買いに来ているようであった。双方、指導員がいなかったので5分から10分くらい話したが、話すのはもっぱら石岡の方で、有本は商品をじっくり品定めしていた。シハームは1986年春に第三子リッキーを産んだが、同室の日本人女性が産んだのは間違いなく男児だったという。

### 北朝鮮からの手紙
欧州で失踪してから8年後の1988年（昭和63年）9月、札幌の石岡の実家にエアメールが届いた。石岡亨本人からの手紙で、消印はポーランドであった。封筒には、手紙のほか、自分と有本恵子の氏名・住所・旅券番号・署名、そして、傷害保険証書と写真3枚が入っていた。手紙の内容は「私と松木薫さんは元気です。途中で合流した有本恵子君ともども3人で助け合って平壌で暮らしております」「衣服面と教育、教養面での本が極端に少なく、3人とも困っています」など、3人の生存と窮乏とを伝えるものだったが、日本国内では何の接点もなかった3人ではあった。松木の住所は「熊本市」としか書かれていなかった。手紙と傷害保険証書証書は小さく折りたたんだ跡があり、便箋代わりに使われたレポート用紙を折りたたむと "Please send this letter to Japan（Our adress is in this letter）."とボールペンで小さく書かれてあった。写真は、自身と有本と赤ん坊の写ったスナップがそれぞれ1枚ずつ計3枚であった。
手紙の内容や差出状況を考慮すると、北朝鮮では自由に郵便物の出せない監視下の生活を強いられていたことは疑いなく、また、北朝鮮国内で投函しても日本に届かないため、こうした手紙は外国人が外国で投函しなければならない状況であったことを示している。「北朝鮮で生存」という手紙を受け取った石岡の母は驚き、すぐに有本恵子の母に電話で連絡した。有本の母も驚いて、家族や今まで恵子の件で相談してきた人びとに連絡した。しかし、松木の住所は単に「熊本市」とあるのみで、しかも、当時松木の実家が家庭の事情で薫の育った家を手放し、何度も引っ越しをしている最中のことだったので、その後2年間も連絡がとれなかった。石岡家では、北朝鮮とのパイプがあると考えられた日本社会党にも手紙のことを相談し、そのことを有本家にも話したが、社会党からは手紙のことを口外しないよう有本家に要請が入ったという。1990年の暮れ、松木家ともようやく連絡がとれ、翌1991年1月、三家族は初めて神戸市で一堂に会した。そこでは、世論にアピールするための会見を設定していたが、北朝鮮にパイプをもつと称する遠藤忠夫という人物の不確かな情報に惑わされ、会見は事実上、中止に追い込まれた。遠藤は左翼系出版物の版元で「よど号グループ」とも親交をもつ人物であり、1, 2か月会見を待てば被害者たちが生きて帰れると約束したが、結局、約束は反故にされた。
赤ん坊の写真については、当初、松木の幼い頃のものかとも考えられた。特に有本恵子の母はずっとそのように思っていた。実際には、石岡亨と有本恵子の2人は結婚しており、その2人の子どもの写真であった。高沢皓司もよど号グループからそのように聞かされていた。石高健次は高沢と相談して1997年5月に有本・石岡の実家を2人で訪ね、その事実を伝えた。石岡家では母親の体調がすぐれなかったので兄が対応したが、好い知らせだと喜んだ。
なお、手紙のなかの「衣服面と教育、教養面での本が極端に少なく、3人とも困っています」という部分に着目したのが西岡力であった。もし、自分たちが何かを学ぶための本が必要というのならば「学習」ということばを使うはずであり、「教育」という言葉を使っているのは、拉致被害者3人は北朝鮮で何かを教える立場、すなわち工作員の日本人化教育を担当させられたのではないかと推測した。また、1991年1月17日付「産経新聞」によれば、この手紙を受け取った3人の家族は、そののち、外務省や警察機関に相談をしたが、その際、外務省より「表面化すると、3人の命に保障がないので公表しないように」と助言されたという。西岡はこれに対し、「もしそれが事実なら、日朝国交交渉が始まるかなり前の時点で、外務省は『北朝鮮という国は日本人を自分の意思に反して国内にとどめておき、そのことを家族が日本で公表すると、その日本人の命に危害を加えかねない国だ』という認識を持っていたことになる」として外務省の姿勢に疑念を呈し、「そのような国に対して、なぜ国民の税金を使って経済協力やコメ支援をしなければならないのか、日本政府は当然その疑問に答えるべきだろう」との見解を示している。

## 2002年の「死亡」報告
2002年9月17日、日本の小泉純一郎首相が訪問して金正日国防委員長と会談を行い、日朝平壌宣言を発表した。そのとき、北朝鮮側はそれまで「事実無根」と主張してきた拉致問題を一転して正式に認め、謝罪した。
金正日は以上のように弁明し、チャン・ボンリムとキム・ソンチョルを処罰したと説明した。また、拉致被害者の安否情報を日本側に提供したが、それによれば石岡亨はじめ8人はすでに死亡したということであった。この内容には日本国民の北朝鮮に対する怒りが沸騰し、これを受けるかたちで日本の外務省は北朝鮮に事実調査チームを送り、9月28日から10月1日にかけて調査を行い、10月2日、その結果を発表した。石岡亨に関しては、以下のような内容であった。
石岡亨の兄は、2002年9月17日午前10時すぎ、あるマスコミ関係者から「生きているそうです」と耳打ちされた。北朝鮮の上記発表を、兄は信じておらず、一日も早く石岡亨が帰国することを今も待っている。
2004年11月9日から14日まで続いた日朝実務者協議で示された個別被害者の関連情報は2年前とほぼ同じであった。ただし、2004年11月の第3回日朝実務者協議で北朝鮮側は、2002年に日本政府調査団に提供された8人の死亡確認書と横田めぐみの病院死亡台帳が「本来存在しないものを捏造した」ものであることを認めた。